# Jurij Stepanovič Čuljukin
Jurij Stepanovič Čuljukin (in russo Ю́рий Степа́нович Чулю́кин?; Mosca, 9 novembre 1929 – Maputo, 7 marzo 1987) è stato un regista e attore sovietico.

## Filmografia parziale

### Regista
- Nepoddajuščiesja (1959)
- Devčata (1962)
- Korolevskaja regata (1966)
- I na Tichom okeane... (1973)
- Ne choču byt' vzroslym (1982)
- Kak stat' sčastlivym (1985)